# Almada Negreiros
José de Almada Negreiros (São Tomé, 7 aprile 1893 – Lisbona, 15 luglio 1970) è stato un pittore e poeta portoghese.
Insieme a Fernando Pessoa, Mário de Sá-Carneiro, Guilherme de Santa-Rita, Amadeo de Souza-Cardoso, fu uno dei principali esponenti del gruppo Generazione di Orpheu e del modernismo portoghese.

## Biografia
Il padre di Almada era sull'isola di São Tomé come funzionario della colonia e fu culturalmente molto attivo: a lui si deve una Historia Etnographica da ilha de S. Tomé (1893). La madre Elvira Freire Sobral era nativa dell'isola, ma figlia di una donna di ascendenza europea e angolana - Leopoldina Amélia de Azevedo - e di uno dei più importanti coloni portoghesi dell'Ottocento, José Antonio Freire Sobral. Morì a São Tomé quando Almada, già tornato con i nonni a Lisbona, aveva appena tre anni.
Sebbene siano pochi i riferimenti diretti a questo periodo della sua vita, Almada sarà sempre influenzato dalle sue origini africane ("Figlio di São Tomé e nipote dell'Angola", è stato scritto), tenute vive dalla convivenza con i nonni e gli zii materni. Almada Negreiros rappresenta l'artista moderno a tutto tondo, geniale, eclettico, provocatore, ed è ricordato come una delle maggiori personalità della cultura portoghese del XX secolo. Tra le sue opere principali si ricordano Começar (visto come il suo testamento spirituale), Retrato do artista num grupo, e il famoso ritratto di Fernando Pessoa seduto a un tavolino di un caffè, variamente identificato nel Martinho da Arcada di Praça do Comércio, nel A Brasileira di Rua Garrett e nell'Irmãos Unidos al Rossio. Di questo dipinto esistono due versioni: una realizzata nel 1954 su commissione di António Guilherme Guisado, fratello di Alfredo Guisado e proprietario dell'Irmãos Unidos, che era stato luogo di incontro degli artisti legati al gruppo Orpheu, e una realizzata nel 1964 su commissione della Fondazione Calouste Gulbenkian. Come scrittore si rese celebre con i suoi Frisos (Orpheu), il Manifesto Anti-Dantas, Nome de guerra, A cena do odio, Deseja-se mulher, solo per citarne alcune.
Fu collaboratore delle principali riviste moderniste portoghesi, tra le quali Orpheu, Portugal Futurista e Presença.
Sposò nel 1934 l'artista e illustratrice Sarah Afonso (1899-1983), che si inserisce nella seconda generazione del Modernismo portoghese.
Morì a Lisbona nel 1970 all'ospedale di São Luís dos Franceses, nella stessa stanza in cui, nel 1935, era morto Fernando Pessoa.